# Puerto Nare Airport
Puerto Nare Airport är en flygplats i Colombia.   Den ligger i departementet Antioquía, i den centrala delen av landet, 190 km norr om huvudstaden Bogotá. Puerto Nare Airport ligger 127 meter över havet.
Terrängen runt Puerto Nare Airport är platt åt sydost, men åt nordväst är den kuperad. Runt Puerto Nare Airport är det ganska glesbefolkat, med 24 invånare per kvadratkilometer. Omgivningarna runt Puerto Nare Airport är en mosaik av jordbruksmark och naturlig växtlighet.